# Anton Westermann
Anton Westermann (* 18. Juni 1806 in Leipzig; † 24. November 1869 in Leipzig) war ein deutscher Klassischer Philologe. Er gab unter anderem eine Sammlung von Texten der griechischen Mythographen heraus.

## Leben
Nach der Gymnasialzeit in Freiberg studierte Westermann ab 1825 Klassische Philologie in Leipzig. Nach seiner Habilitation 1830 wurde er Privatdozent an der Universität Leipzig. 1833 wurde er zum außerordentlichen Professor ernannt. Im nächsten Jahr erhielt er im Zuge einer Hausberufung den Lehrstuhl des 1832 verstorbenen Ordinarius Christian Daniel Beck. Von 1849 bis zu seinem Eintritt in den Ruhestand 1865 war er Mitdirektor des philologischen Seminars. Einer seiner Schüler war Bernhard Heisterbergk. In ihrem Gründungsjahr 1846 wurde er als ordentliches Mitglied in die Königlich Sächsische Gesellschaft der Wissenschaften aufgenommen. Er war verheiratet mit Louise, geborene Schönkopff (1811–1886). Die Eheleute wurden im Erbbegräbnis der Familie Westermann in der II. Abteilung (Nr. 86) des Neuen Johannisfriedhofs beerdigt.
Sein Bruder war der Verleger George Westermann.

## Werke
- Geschichte der Beredsamkeit in Griechenland und Rom (Leipzig 1833 bis 1835, 2 Bde.)
- Mythographi Graeci (Braunschweig 1843)
- Herausgeber der Ausgaben von Plutarchs Vitae X oratorum (Quedlinb. 1833) und Vita Solonis (Braunschweig 1841), von Stephanus Byzantinus (Leipzig 1839), Paradoxographi (Braunschweig 1839), Mythographi (Braunschweig 1843), Biographi (Braunschweig 1845), Philostratus et Callistratus (Paris 1849), Olympia dori, Ammonii, Jamblichi etc. vitae Platoni Aristotelis, Pythagorae etc. (Paris 1850, in Cobets Ausgabe des Diogenes Laertius), Ausgewählten Reden des Demosthenes (Leipzig u. Berlin 1850–1852, 3 Bde.; oft wiederholt, zuletzt von Rosenberg), Lysias (Leipzig 1854), Heracliti epistolae (Leipzig 1857).
- Quaestiones Demosthenicae (Leipzig 1830–37, 4 Tle.)
- Untersuchung über die in die attischen Reden eingelegten Urkunden (Leipzig 1850, 2 Teile)
- Index graecitatis Hyperideae (Leipzig 1860–64, 8 Tle.)

Auch übersetzte er Ausgewählte Reden des Demosthenes (Stuttgart 1856–73, 12 Lfgn.) und Leakes Die Demen von Athen (Braunschweig 1840), gab Vossius De historicis graecis (Leipzig 1838) und die Epistolae virorum clarorum ad Meursium (Leipzig 1841) heraus und redigierte mit Funkhänel die Acta societatis graecae (Leipzig 1836–40, 2 Bde.).